# Брюнамель
Брюнаме́ль (фр. Brunehamel) — коммуна во Франции, находится в регионе Пикардия. Департамент коммуны — Эна. Входит в состав кантона Вервен. Округ коммуны — Вервен.
Код INSEE коммуны — 02126.

## Население
Население коммуны на 2010 год составляло 538 человек.
| 1962 | 1968 | 1975 | 1982 | 1990 | 1999 | 2010 |
| ---- | ---- | ---- | ---- | ---- | ---- | ---- |
| 666  | 636  | 592  | 652  | 508  | 511  | 538  |

## Экономика
В 2010 году среди 319 человек трудоспособного возраста (15—64 лет) 211 были экономически активными, 108 — неактивными (показатель активности — 66,1 %, в 1999 году было 60,6 %). Из 211 активных жителей работали 171 человек (96 мужчин и 75 женщин), безработных было 40 (19 мужчин и 21 женщина). Среди 108 неактивных 21 человек были учениками или студентами, 31 — пенсионерами, 56 были неактивными по другим причинам.